# Torneo Clausura 2025 Serie B de México
El Torneo Clausura 2025 de la Serie B de México, parte de la Segunda División de México llamada oficialmente Liga Premier, fue el 52.º torneo de la competencia correspondiente a la LXXV temporada de la categoría.

## Sistema de competición
El sistema de competición de este torneo se desarrolla en dos fases:
- Fase de calificación: que se integra por las 13 jornadas del torneo regular. Durante esta ronda se enfrentarán los integrantes en dos ocasiones.[1]
- Fase final: que se integrará por los partidos de cuartos de final, Semifinales y Final.[1]

### Fase de calificación
En la Fase de calificación se observa el sistema de puntos. La ubicación en la tabla general está sujeta a lo siguiente:
- Por juego ganado se obtienen tres puntos (Si el visitante gana por diferencia de 2 o más goles se lleva el punto extra).
- Por juego empatado se obtiene un punto (En caso de empate a 2 o más goles se juegan en penales el punto extra).
- Por juego perdido no se otorgan puntos.

El orden de los Clubes al final de la Fase de Calificación del Torneo corresponderá a la suma de los puntos obtenidos por cada uno de ellos y se presentará en forma descendente. Si al finalizar las 13 jornadas del Torneo, dos o más clubes estuviesen empatados en puntos, su posición en la Tabla general será determinada atendiendo a los siguientes criterios de desempate:
1. Mejor diferencia entre los goles anotados y recibidos.
2. Mayor número de goles anotados.
3. Marcadores particulares entre los Clubes empatados.
4. Mayor número de goles anotados como visitante.
5. Mejor ubicado en la Tabla general de cociente.
6. Tabla Fair Play.
7. Sorteo.

Para determinar los lugares que ocuparán los Clubes que participen en la Fase final del Torneo se tomará como base la tabla general.
Participarán automáticamente por el Título de Campeón de la Liga Premier Serie B los ocho primeros lugares de la tabla general del torneo.

### Fase final
Los ocho clubes calificados para cada liguilla del torneo serán reubicados de acuerdo con el lugar que ocupen en la tabla general de la temporada al término de la última jornada, con el puesto del número uno al Club mejor clasificado, y así hasta el # 8. Los partidos a esta Fase se desarrollarán a visita, en las siguientes etapas:
- Cuartos de final
- Semifinales
- Final

Los clubes vencedores en los partidos de Cuartos de final y Semifinales serán aquellos que en los dos juegos anote el mayor número de goles. De existir empate en el número de goles anotados, la posición se definirá a favor del Club con mejor desempeño en la fase regular del torneo, el cual se determina mediante su posición en la tabla general.
Si una vez aplicado el criterio anterior los clubes siguieran empatados, se observará la posición de los Clubes en la Tabla general de clasificación.
Los partidos correspondientes a la Fase final se jugarán obligatoriamente los días miércoles y sábado, y jueves y domingo eligiendo, en su caso, exclusivamente en forma descendente, los cuatro clubes mejor clasificados en la Tabla general al término de la jornada final, el día y horario de su partido como local. Los siguientes cuatro clubes podrán elegir únicamente el horario.
El club vencedor de la Final y por lo tanto campeón, será aquel que en los dos partidos anote el mayor número de goles. Si al término del tiempo reglamentario el partido está empatado, se agregarán dos tiempos extras de 15 minutos cada uno. De persistir el empate en estos periodos, se procederá a lanzar tiros penales hasta que resulte un vencedor.
Los partidos de Cuartos de final se jugarán de la siguiente manera:
1° vs 8°
2° vs 7°
3° vs 6°
4° vs 5°
En las Semifinales participarán el mejor equipo de la temporada regular y los tres clubes vencedores de la reclasificación, reubicándolos del uno al cuatro, de acuerdo a su mejor posición en la Tabla general de clasificación al término de la última jornada del Torneo, enfrentándose:
2° vs 3°
Disputarán el Título de Campeón de la temporada, los dos clubes vencedores de la Fase Semifinal correspondiente, reubicándolos del uno al dos, de acuerdo a su mejor posición en la Tabla general de clasificación al término de las 13 jornadas del Torneo.

## Cambios
- A partir de la jornada 7 del torneo el club Real Zamora cambió de sede, el equipo abandonó La Piedad, Michoacán para pasar a jugar en las instalaciones de la Federación Mexicana de Fútbol, ubicadas en Toluca, Estado de México.[3]
- A partir de la jornada 9 el club Caja Oblatos CFD cambió de sede debido a obras de mejora en su estadio original, en consecuencia el equipo dejó su localía en Zapotlanejo para pasar a jugar en Tonalá, Jalisco.[4]

## Equipos participantes

### Equipos por Entidad Federativa
Se muestran las localizaciones en mapa de equipos de la Serie B de México 2024-25. La entidad federativa con más clubes es el Estado de México con cuatro equipos.
| Entidad Federativa | N.º | Equipos                                                                         |
| ------------------ | --- | ------------------------------------------------------------------------------- |
| Estado de México   | 5   | Artesanos Metepec, Ciervos F.C., Cordobés F.C., Huracanes Izcalli y Real Zamora |
| Jalisco            | 3   | Ayense, Caja Oblatos CFD y Calor                                                |
| Veracruz           | 2   | Cañoneros y Poza Rica                                                           |
| Ciudad de México   | 1   | CDM F.C.                                                                        |
| Hidalgo            | 1   | Atlético Pachuca                                                                |
| Nuevo León         | 1   | Santiago F.C.                                                                   |

### Información sobre los equipos participantes
Lista de equipos participantes para la temporada 2024-25, anunciada el 24 de julio de 2024.
| Equipo                 | Entrenador          | Ciudad                               | Fundación      | Estadio                            | Capacidad | Filial       | Patrocinador          | Kit         |
| ---------------------- | ------------------- | ------------------------------------ | -------------- | ---------------------------------- | --------- | ------------ | --------------------- | ----------- |
| Artesanos Metepec F.C. | Juan Carlos Pedroza | Metepec, Estado de México            | 2022 (2 años)  | U.D. Alarcón Hisojo "La Hortaliza" | 2 000     |              |                       | JAG         |
| Atlético Pachuca       | Fausto Pinto        | Atitalaquia, Hidalgo                 | 2021 (4 años)  | Municipal de Atitalaquia           | 3 000     | C.F. Pachuca |                       | Spiro       |
| Ayense                 | Ismael Ávila        | Ayotlán, Jalisco                     | 1988 (36 años) | Chino Rivas                        | 4 000     |              | El Mexicano           | Sporelli    |
| Caja Oblatos           | Sebastián Rivera    | Tonalá, Jalisco                      | 2019 (5 años)  | U.D. Revolución Mexicana           | 3 000     |              | Caja Oblatos          | Corsa       |
| Calor                  | Víctor Gómez        | San Juan de los Lagos, Jalisco       | 2001 (23 años) | Antonio R. Márquez                 | 1 000     |              |                       | Glovek      |
| Cañoneros              | Carlos Cazarín      | Xalapa, Veracruz                     | 2012 (13 años) | Antonio M. Quirasco                | 2 000     |              | Grupo EMSA            | Pirma       |
| CDM F.C.               | Emmanuel Sánchez    | Ciudad de México                     | 2021 (3 años)  | Valentín González                  | 5 000     |              | Azteca Zapaterías     | Joma        |
| Ciervos F.C.           | Arturo Viche        | Chalco, Estado de México             | 2017 (7 años)  | Roberto González Velásquez         | 3 217     |              | GOCA Comercializadora | Corsa       |
| Cordobés F.C.          | Francisco Flores    | Huixquilucan, Estado de México       | 2022 (2 años)  | Alberto Pérez Navarro              | 3 000     |              | El Heraldo de México  | JAG         |
| Huracanes Izcalli      | José Julio Huerta   | Cuautitlán Izcalli, Estado de México | 2021 (4 años)  | Los Pinos                          | 5 000     |              |                       | Keuka       |
| C.D. Poza Rica         | Enrique Escudero    | Poza Rica, Veracruz                  | 1950 (75 años) | Heriberto Jara Corona              | 10 000    |              | Waterloo Coyame       | Pirma       |
| Real Zamora            | Edgar Martínez      | Toluca, Estado de México             | 2009 (15 años) | Instalaciones FMF                  | 1 000     |              | Rancho La Revoluzión  | Toro Sports |
| Santiago F.C.          | Martín Moreno       | Allende, Nuevo León                  | 2017 (7 años)  | La Capilla Soccer Park             | 1 000     |              | Trayecto              | Keuka       |

### Cambios de entrenadores
| Equipo   | Entrenador (Jornadas)     | Fecha de vacante    | Tipo de salida | Pos. | Entrenador entrante | Fecha de nombramiento |
| -------- | ------------------------- | ------------------- | -------------- | ---- | ------------------- | --------------------- |
| CDM F.C. | Juan Carlos Rico (1 - 12) | 30 de marzo de 2025 | Despedido      | 8.º  | Emmanuel Sánchez    | 4 de abril de 2025    |

## Torneo regular
- Calendario completo en la página oficial.
- Horarios en tiempo local

| Jornada 1        | Jornada 1 | Jornada 1         | Jornada 1                  | Jornada 1      | Jornada 1      | Jornada 1      | Jornada 1      | Jornada 1      |
| Local            | Resultado | Visitante         | Estadio                    | Fecha          | Hora           | Espectadores   | Amonestado     | Expulsado      |
| ---------------- | --------- | ----------------- | -------------------------- | -------------- | -------------- | -------------- | -------------- | -------------- |
| Atlético Pachuca | 2 - 1     | CDM F.C.          | Municipal de Atitalaquia   | 10 de enero    | 16:00          | 100            | 3              | 0              |
| Calor            | 3 - 1     | Ciervos F.C.      | Antonio R. Márquez         | 11 de enero    | 16:00          | 100            | 2              | 0              |
| Cordobés F.C.    | 0 - 2     | Artesanos Metepec | Alberto Pérez Navarro      | 11 de enero    | 16:00          | 100            | 4              | 0              |
| Caja Oblatos     | 2 - 1     | Santiago F.C.     | Club Deportivo Zapotlanejo | 12 de enero    | 11:00          | 50             | 2              | 0              |
| Ayense           | 5 - 2     | Huracanes Izcalli | Chino Rivas                | 26 de febrero  | 19:00          | 400            | 2              | 1              |
| Cañoneros F.C.   | 3 - 0     | Real Zamora       | Antonio M. Quirasco        | 12 de marzo    | 11:00          | 50             | 2              | 0              |
| DESCANSO:        | DESCANSO: | DESCANSO:         | C.D. Poza Rica             | C.D. Poza Rica | C.D. Poza Rica | C.D. Poza Rica | C.D. Poza Rica | C.D. Poza Rica |

| Jornada 2         | Jornada 2 | Jornada 2        | Jornada 2             | Jornada 2    | Jornada 2    | Jornada 2    | Jornada 2    | Jornada 2    |
| Local             | Resultado | Visitante        | Estadio               | Fecha        | Hora         | Espectadores | Amonestado   | Expulsado    |
| ----------------- | --------- | ---------------- | --------------------- | ------------ | ------------ | ------------ | ------------ | ------------ |
| C.D. Poza Rica    | 0 - 0     | Cañoneros F.C.   | Heriberto Jara Corona | 17 de enero  | 17:00        | 2 000        | 6            | 1            |
| Santiago F.C.     | 3 - 2     | Ayense           | Cancha FCD El Barrial | 17 de enero  | 19:00        | 100          | 5            | 1            |
| Huracanes Izcalli | 0 - 1     | Cordobés F.C.    | Los Pinos             | 18 de enero  | 12:00        | 100          | 6            | 1            |
| CDM F.C.          | 3 - 1     | Calor            | Valentín González     | 18 de enero  | 16:00        | 50           | 3            | 2            |
| Artesanos Metepec | 0 - 0     | Atlético Pachuca | U.D. Alarcón Hisojo   | 18 de enero  | 16:00        | 150          | 3            | 0            |
| Real Zamora       | 2 - 4     | Caja Oblatos     | Juan N. López         | 19 de enero  | 16:00        | 50           | 3            | 0            |
| DESCANSO:         | DESCANSO: | DESCANSO:        | Ciervos F.C.          | Ciervos F.C. | Ciervos F.C. | Ciervos F.C. | Ciervos F.C. | Ciervos F.C. |

| Jornada 3         | Jornada 3 | Jornada 3         | Jornada 3                  | Jornada 3   | Jornada 3 | Jornada 3    | Jornada 3  | Jornada 3 |
| Local             | Resultado | Visitante         | Estadio                    | Fecha       | Hora      | Espectadores | Amonestado | Expulsado |
| ----------------- | --------- | ----------------- | -------------------------- | ----------- | --------- | ------------ | ---------- | --------- |
| Calor             | 1 - 1     | Atlético Pachuca  | Antonio R. Márquez         | 24 de enero | 16:00     | 50           | 10         | 0         |
| Cañoneros F.C.    | 1 - 1     | Ciervos F.C.      | Antonio M. Quirasco        | 24 de enero | 20:30     | 70           | 0          | 0         |
| Huracanes Izcalli | 0 - 1     | Artesanos Metepec | Los Pinos                  | 25 de enero | 12:00     | 50           | 6          | 1         |
| Cordobés F.C.     | 2 - 0     | Santiago F.C.     | Alberto Pérez Navarro      | 25 de enero | 16:00     | 150          | 4          | 0         |
| Ayense            | 1 - 2     | Real Zamora       | Chino Rivas                | 25 de enero | 18:00     | 1 000        | 3          | 0         |
| Caja Oblatos      | 2 - 4     | C.D. Poza Rica    | Club Deportivo Zapotlanejo | 26 de enero | 11:00     | 100          | 3          | 0         |
| DESCANSO:         | DESCANSO: | DESCANSO:         | CDM F.C.                   | CDM F.C.    | CDM F.C.  | CDM F.C.     | CDM F.C.   | CDM F.C.  |

| Jornada 4         | Jornada 4 | Jornada 4         | Jornada 4                  | Jornada 4        | Jornada 4        | Jornada 4        | Jornada 4        | Jornada 4        |
| Local             | Resultado | Visitante         | Estadio                    | Fecha            | Hora             | Espectadores     | Amonestado       | Expulsado        |
| ----------------- | --------- | ----------------- | -------------------------- | ---------------- | ---------------- | ---------------- | ---------------- | ---------------- |
| Real Zamora       | 0 - 0     | Cordobés F.C.     | Juan N. López              | 31 de enero      | 16:00            | 30               | 0                | 2                |
| C.D. Poza Rica    | 1 - 1     | Ayense            | Heriberto Jara Corona      | 31 de enero      | 17:00            | 1 500            | 2                | 0                |
| Santiago F.C.     | 1 - 0     | Huracanes Izcalli | Cancha FCD El Barrial      | 31 de enero      | 19:00            | 50               | 4                | 0                |
| CDM F.C.          | 2 - 0     | Cañoneros F.C.    | Valentín González          | 1 de febrero     | 15:30            | 80               | 2                | 0                |
| Ciervos F.C.      | 2 - 1     | Caja Oblatos      | Roberto González Velásquez | 1 de febrero     | 15:30            | 200              | 4                | 0                |
| Artesanos Metepec | 0 - 1     | Calor             | U.D. Alarcón Hisojo        | 1 de febrero     | 16:00            | 80               | 8                | 0                |
| DESCANSO:         | DESCANSO: | DESCANSO:         | Atlético Pachuca           | Atlético Pachuca | Atlético Pachuca | Atlético Pachuca | Atlético Pachuca | Atlético Pachuca |

| Jornada 5         | Jornada 5 | Jornada 5         | Jornada 5                  | Jornada 5    | Jornada 5 | Jornada 5    | Jornada 5  | Jornada 5 |
| Local             | Resultado | Visitante         | Estadio                    | Fecha        | Hora      | Espectadores | Amonestado | Expulsado |
| ----------------- | --------- | ----------------- | -------------------------- | ------------ | --------- | ------------ | ---------- | --------- |
| Santiago F.C.     | 3 - 0     | Artesanos Metepec | La Capilla Soccer Park     | 7 de febrero | 17:00     | 100          | 4          | 0         |
| Cañoneros F.C.    | 4 - 1     | Atlético Pachuca  | Antonio M. Quirasco        | 7 de febrero | 20:00     | 100          | 1          | 0         |
| Huracanes Izcalli | 1 - 0     | Real Zamora       | Los Pinos                  | 8 de febrero | 12:00     | 300          | 5          | 0         |
| Cordobés F.C.     | 3 - 1     | C.D. Poza Rica    | Alberto Pérez Navarro      | 8 de febrero | 16:00     | 80           | 3          | 0         |
| Ayense            | 2 - 1     | Ciervos F.C.      | Chino Rivas                | 8 de febrero | 18:00     | 400          | 5          | 3         |
| Caja Oblatos      | 2 - 1     | CDM F.C.          | Club Deportivo Zapotlanejo | 9 de febrero | 11:00     | 100          | 1          | 0         |
| DESCANSO:         | DESCANSO: | DESCANSO:         | Calor                      | Calor        | Calor     | Calor        | Calor      | Calor     |

| Jornada 6        | Jornada 6 | Jornada 6         | Jornada 6                  | Jornada 6         | Jornada 6         | Jornada 6         | Jornada 6         | Jornada 6         |
| Local            | Resultado | Visitante         | Estadio                    | Fecha             | Hora              | Espectadores      | Amonestado        | Expulsado         |
| ---------------- | --------- | ----------------- | -------------------------- | ----------------- | ----------------- | ----------------- | ----------------- | ----------------- |
| Real Zamora      | 1 - 2     | Santiago F.C.     | Juan N. López              | 14 de febrero     | 16:00             | 50                | 4                 | 0                 |
| Atlético Pachuca | 4 - 1     | Caja Oblatos      | Municipal de Atitalaquia   | 14 de febrero     | 16:00             | 100               | 6                 | 2                 |
| C.D. Poza Rica   | 4 - 1     | Huracanes Izcalli | Heriberto Jara Corona      | 14 de febrero     | 17:00             | 1 300             | 6                 | 2                 |
| Ciervos F.C.     | 0 - 2     | Cordobés F.C.     | Roberto González Velásquez | 15 de febrero     | 15:30             | 100               | 5                 | 1                 |
| CDM F.C.         | 1 - 1     | Ayense            | Valentín González          | 15 de febrero     | 15:30             | 50                | 5                 | 0                 |
| Calor            | 3 - 1     | Cañoneros F.C.    | Antonio R. Márquez         | 15 de febrero     | 16:00             | 50                | 4                 | 0                 |
| DESCANSO:        | DESCANSO: | DESCANSO:         | Artesanos Metepec          | Artesanos Metepec | Artesanos Metepec | Artesanos Metepec | Artesanos Metepec | Artesanos Metepec |

| Jornada 7         | Jornada 7     | Jornada 7         | Jornada 7                  | Jornada 7      | Jornada 7      | Jornada 7      | Jornada 7      | Jornada 7      |
| Local             | Resultado     | Visitante         | Estadio                    | Fecha          | Hora           | Espectadores   | Amonestado     | Expulsado      |
| ----------------- | ------------- | ----------------- | -------------------------- | -------------- | -------------- | -------------- | -------------- | -------------- |
| Real Zamora       | 1 - 2         | Artesanos Metepec | Instalaciones FMF Toluca   | 21 de febrero  | 12:00          | 100            | 3              | 0              |
| Santiago F.C.     | 4 - 1         | C.D. Poza Rica    | La Capilla Soccer Park     | 21 de febrero  | 18:00          | 30             | 3              | 0              |
| Huracanes Izcalli | 0 - 0         | Ciervos F.C.      | Los Pinos                  | 22 de febrero  | 12:00          | 100            | 3              | 0              |
| Cordobés F.C.     | 1 - 0         | CDM F.C.          | Alberto Pérez Navarro      | 22 de febrero  | 16:00          | 100            | 6              | 2              |
| Ayense            | (3) 2 - 2 (4) | Atlético Pachuca  | Chino Rivas                | 22 de febrero  | 18:00          | 400            | 5              | 2              |
| Caja Oblatos      | 1 - 4         | Calor             | Club Deportivo Zapotlanejo | 23 de febrero  | 11:00          | 150            | 3              | 0              |
| DESCANSO:         | DESCANSO:     | DESCANSO:         | Cañoneros F.C.             | Cañoneros F.C. | Cañoneros F.C. | Cañoneros F.C. | Cañoneros F.C. | Cañoneros F.C. |

| Jornada 8         | Jornada 8     | Jornada 8         | Jornada 8                  | Jornada 8     | Jornada 8    | Jornada 8    | Jornada 8    | Jornada 8    |
| Local             | Resultado     | Visitante         | Estadio                    | Fecha         | Hora         | Espectadores | Amonestado   | Expulsado    |
| ----------------- | ------------- | ----------------- | -------------------------- | ------------- | ------------ | ------------ | ------------ | ------------ |
| Atlético Pachuca  | 0 - 0         | Cordobés F.C.     | Municipal de Atitalaquia   | 28 de febrero | 16:00        | 100          | 4            | 0            |
| C.D. Poza Rica    | (4) 2 - 2 (5) | Real Zamora       | Heriberto Jara Corona      | 28 de febrero | 17:00        | 1 000        | 4            | 1            |
| Calor             | 0 - 2         | Ayense            | Antonio R. Márquez         | 1 de marzo    | 12:00        | 50           | 2            | 1            |
| CDM F.C.          | 3 - 2         | Huracanes Izcalli | Valentín González          | 1 de marzo    | 15:30        | 100          | 5            | 1            |
| Ciervos F.C.      | 0 - 3         | Santiago F.C.     | Roberto González Velásquez | 1 de marzo    | 15:30        | 100          | 0            | 0            |
| Artesanos Metepec | 3 - 1         | Cañoneros F.C.    | U.D. Alarcón Hisojo        | 1 de marzo    | 16:00        | 300          | 3            | 0            |
| DESCANSO:         | DESCANSO:     | DESCANSO:         | Caja Oblatos               | Caja Oblatos  | Caja Oblatos | Caja Oblatos | Caja Oblatos | Caja Oblatos |

| Jornada 9         | Jornada 9 | Jornada 9         | Jornada 9                | Jornada 9  | Jornada 9 | Jornada 9    | Jornada 9  | Jornada 9 |
| Local             | Resultado | Visitante         | Estadio                  | Fecha      | Hora      | Espectadores | Amonestado | Expulsado |
| ----------------- | --------- | ----------------- | ------------------------ | ---------- | --------- | ------------ | ---------- | --------- |
| Real Zamora       | 3 - 1     | Ciervos F.C.      | Instalaciones FMF Toluca | 7 de marzo | 12:00     | 50           | 1          | 0         |
| C.D. Poza Rica    | 0 - 1     | Artesanos Metepec | Heriberto Jara Corona    | 7 de marzo | 17:00     | 1 000        | 1          | 0         |
| Santiago F.C.     | 1 - 1     | CDM F.C.          | La Capilla Soccer Park   | 8 de marzo | 11:00     | 50           | 3          | 0         |
| Huracanes Izcalli | 1 - 3     | Atlético Pachuca  | Los Pinos                | 8 de marzo | 12:00     | 150          | 4          | 3         |
| Cordobés F.C.     | 1 - 1     | Calor             | Alberto Pérez Navarro    | 8 de marzo | 16:00     | 100          | 3          | 0         |
| Caja Oblatos      | 1 - 1     | Cañoneros F.C.    | U.D. Revolución Mexicana | 9 de marzo | 11:00     | 100          | 4          | 0         |
| DESCANSO:         | DESCANSO: | DESCANSO:         | Ayense                   | Ayense     | Ayense    | Ayense       | Ayense     | Ayense    |

| Jornada 10        | Jornada 10 | Jornada 10        | Jornada 10                 | Jornada 10    | Jornada 10    | Jornada 10    | Jornada 10    | Jornada 10    |
| Local             | Resultado  | Visitante         | Estadio                    | Fecha         | Hora          | Espectadores  | Amonestado    | Expulsado     |
| ----------------- | ---------- | ----------------- | -------------------------- | ------------- | ------------- | ------------- | ------------- | ------------- |
| Atlético Pachuca  | 0 - 0      | Santiago F.C.     | Municipal de Atitalaquia   | 14 de marzo   | 16:00         | 120           | 1             | 0             |
| Cañoneros F.C.    | 2 - 1      | Ayense            | Antonio M. Quirasco        | 14 de marzo   | 16:00         | 150           | 6             | 1             |
| Calor             | 2 - 0      | Huracanes Izcalli | Antonio R. Márquez         | 15 de marzo   | 12:00         | 30            | 2             | 0             |
| CDM F.C.          | 1 - 0      | Real Zamora       | Valentín González          | 15 de marzo   | 15:30         | 50            | 4             | 0             |
| Ciervos F.C.      | 0 - 1      | C.D. Poza Rica    | Roberto González Velásquez | 15 de marzo   | 15:30         | 100           | 2             | 0             |
| Artesanos Metepec | 3 - 0      | Caja Oblatos      | U.D. Alarcón Hisojo        | 15 de marzo   | 16:00         | 150           | 5             | 0             |
| DESCANSO:         | DESCANSO:  | DESCANSO:         | Cordobés F.C.              | Cordobés F.C. | Cordobés F.C. | Cordobés F.C. | Cordobés F.C. | Cordobés F.C. |

| Jornada 11     | Jornada 11    | Jornada 11        | Jornada 11                 | Jornada 11        | Jornada 11        | Jornada 11        | Jornada 11        | Jornada 11        |
| Local          | Resultado     | Visitante         | Estadio                    | Fecha             | Hora              | Espectadores      | Amonestado        | Expulsado         |
| -------------- | ------------- | ----------------- | -------------------------- | ----------------- | ----------------- | ----------------- | ----------------- | ----------------- |
| Real Zamora    | (4) 3 - 3 (3) | Atlético Pachuca  | Instalaciones FMF Toluca   | 21 de marzo       | 12:00             | 50                | 5                 | 1                 |
| C.D. Poza Rica | 1 - 1         | CDM F.C.          | Heriberto Jara Corona      | 21 de marzo       | 17:00             | 1 000             | 8                 | 1                 |
| Santiago F.C.  | 2 - 0         | Calor             | La Capilla Soccer Park     | 21 de marzo       | 18:00             | 100               | 6                 | 1                 |
| Ciervos F.C.   | 0 - 4         | Artesanos Metepec | Roberto González Velásquez | 22 de marzo       | 15:30             | 150               | 2                 | 0                 |
| Cordobés F.C.  | 1 - 3         | Cañoneros F.C.    | Alberto Pérez Navarro      | 22 de marzo       | 16:00             | 50                | 5                 | 1                 |
| Ayense         | 4 - 2         | Caja Oblatos      | Chino Rivas                | 22 de marzo       | 18:00             | 550               | 8                 | 2                 |
| DESCANSO:      | DESCANSO:     | DESCANSO:         | Huracanes Izcalli          | Huracanes Izcalli | Huracanes Izcalli | Huracanes Izcalli | Huracanes Izcalli | Huracanes Izcalli |

| Jornada 12       | Jornada 12 | Jornada 12        | Jornada 12               | Jornada 12    | Jornada 12    | Jornada 12    | Jornada 12    | Jornada 12    |
| Local            | Resultado  | Visitante         | Estadio                  | Fecha         | Hora          | Espectadores  | Amonestado    | Expulsado     |
| ---------------- | ---------- | ----------------- | ------------------------ | ------------- | ------------- | ------------- | ------------- | ------------- |
| Cañoneros F.C.   | 3 - 2      | Huracanes Izcalli | Antonio M. Quirasco      | 28 de marzo   | 11:00         | 100           | 6             | 1             |
| Atlético Pachuca | 5 - 0      | C.D. Poza Rica    | Municipal de Atitalaquia | 28 de marzo   | 16:00         | 100           | 7             | 1             |
| Calor            | 1 - 1      | Real Zamora       | Antonio R. Márquez       | 29 de marzo   | 12:00         | 200           | 3             | 0             |
| CDM F.C.         | 0 - 1      | Ciervos F.C.      | Valentín González        | 29 de marzo   | 15:30         | 150           | 0             | 0             |
| Ayense           | 2 - 1      | Artesanos Metepec | Chino Rivas              | 29 de marzo   | 18:00         | 1 000         | 7             | 0             |
| Caja Oblatos     | 3 - 5      | Cordobés F.C.     | U.D. Revolución Mexicana | 30 de marzo   | 11:00         | 100           | 4             | 0             |
| DESCANSO:        | DESCANSO:  | DESCANSO:         | Santiago F.C.            | Santiago F.C. | Santiago F.C. | Santiago F.C. | Santiago F.C. | Santiago F.C. |

| Jornada 13        | Jornada 13 | Jornada 13       | Jornada 13                 | Jornada 13  | Jornada 13  | Jornada 13   | Jornada 13  | Jornada 13  |
| Local             | Resultado  | Visitante        | Estadio                    | Fecha       | Hora        | Espectadores | Amonestado  | Expulsado   |
| ----------------- | ---------- | ---------------- | -------------------------- | ----------- | ----------- | ------------ | ----------- | ----------- |
| C.D. Poza Rica    | 3 - 2      | Calor            | Heriberto Jara Corona      | 4 de abril  | 17:00       | 900          | 3           | 1           |
| Santiago F.C.     | 2 - 1      | Cañoneros F.C.   | La Capilla Soccer Park     | 4 de abril  | 18:00       | 100          | 0           | 0           |
| Huracanes Izcalli | 7 - 1      | Caja Oblatos     | Los Pinos                  | 5 de abril  | 12:00       | 60           | 4           | 0           |
| Ciervos F.C.      | 1 - 7      | Atlético Pachuca | Roberto González Velásquez | 5 de abril  | 15:30       | 150          | 3           | 0           |
| Artesanos Metepec | 0 - 1      | CDM F.C.         | U.D. Alarcón Hisojo        | 5 de abril  | 16:00       | 300          | 3           | 0           |
| Cordobés F.C.     | 1 - 3      | Ayense           | Alberto Pérez Navarro      | 5 de abril  | 16:00       | 30           | 5           | 0           |
| DESCANSO:         | DESCANSO:  | DESCANSO:        | Real Zamora                | Real Zamora | Real Zamora | Real Zamora  | Real Zamora | Real Zamora |

## Tabla General de Clasificación
| Pos. | Equipo                 | Pts. | PJ | G | E | P | GF | GC | Dif. | Clasificación                         |
| ---- | ---------------------- | ---- | -- | - | - | - | -- | -- | ---- | ------------------------------------- |
| 1    | Santiago F.C. (C)      | 27   | 12 | 8 | 2 | 2 | 22 | 10 | +12  | Cuartos de final de la liguilla       |
| 2    | Atlético Pachuca       | 24   | 12 | 5 | 6 | 1 | 28 | 14 | +14  | Cuartos de final de la liguilla       |
| 3    | Artesanos Metepec F.C. | 24   | 12 | 7 | 1 | 4 | 17 | 9  | +8   | Cuartos de final de la liguilla       |
| 4    | C.D. Ayense            | 23   | 12 | 6 | 3 | 3 | 26 | 18 | +8   | Cuartos de final de la liguilla       |
| 5    | Cordobés F.C.          | 23   | 12 | 6 | 3 | 3 | 17 | 13 | +4   | Cuartos de final de la liguilla       |
| 6    | Cañoneros F.C.         | 19   | 12 | 5 | 3 | 4 | 20 | 17 | +3   | Cuartos de final de la liguilla       |
| 7    | Calor                  | 19   | 12 | 5 | 3 | 4 | 19 | 16 | +3   | Cuartos de final de la liguilla       |
| 8    | CDM F.C.               | 18   | 12 | 5 | 3 | 4 | 15 | 12 | +3   | Cuartos de final de la liguilla       |
| 9    | C.D. Poza Rica         | 17   | 12 | 4 | 4 | 4 | 18 | 22 | −4   |                                       |
| 10   | Real Zamora            | 12   | 12 | 2 | 4 | 6 | 15 | 21 | −6   |                                       |
| 11   | Caja Oblatos CFD       | 11   | 12 | 3 | 1 | 8 | 20 | 38 | −18  |                                       |
| 12   | Ciervos F.C.           | 8    | 12 | 2 | 2 | 8 | 8  | 27 | −19  | Último lugar de la tabla de cocientes |
| 13   | Huracanes Izcalli      | 7    | 12 | 2 | 1 | 9 | 16 | 24 | −8   |                                       |

Actualizado a los partidos jugados el 5 de abril de 2025.
 Fuente: Liga Premier FMF
Criterios de clasificación: Puntos · Diferencia de goles · Goles a favor · Cociente

### Evolución de la clasificación
Fecha de actualización: 5 de abril de 2025
| Equipo / Jornada | 01 | 02  | 03  | 04  | 05  | 06  | 07  | 08  | 09  | 10 | 11 | 12 | 13 |
| ---------------- | -- | --- | --- | --- | --- | --- | --- | --- | --- | -- | -- | -- | -- |
| Santiago         | 10 | 6   | 9   | 7   | 3   | 2   | 2   | 1   | 1   | 1  | 1  | 1  | 1  |
| At. Pachuca      | 3  | 3   | 5   | 8   | 9   | 6   | 5   | 6   | 4   | 5  | 5  | 4  | 2  |
| Metepec          | 1  | 2   | 1   | 1   | 4   | 7   | 4   | 4   | 3   | 2  | 2  | 2  | 3  |
| Ayense           | 5* | 10* | 12* | 12* | 10* | 9*  | 9*  | 5   | 6   | 7  | 6  | 5  | 4  |
| Cordobés         | 13 | 7   | 3   | 3   | 1   | 1   | 1   | 2   | 2   | 3  | 3  | 3  | 5  |
| Cañoneros        | 6* | 8*  | 10* | 11* | 8*  | 10* | 10* | 11* | 11* | 9  | 7  | 6  | 6  |
| Calor            | 2  | 5   | 6   | 2   | 5   | 3   | 3   | 3   | 5   | 4  | 4  | 7  | 7  |
| CDM              | 11 | 4   | 7   | 5   | 6   | 8   | 8   | 7   | 7   | 6  | 8  | 8  | 8  |
| Poza Rica        | 8  | 9   | 4   | 6   | 7   | 5   | 7   | 8   | 9   | 8  | 9  | 9  | 9  |
| Real Zamora      | 9* | 13* | 8*  | 9*  | 12* | 11* | 12* | 10* | 10* | 11 | 10 | 10 | 10 |
| Caja Oblatos     | 4  | 1   | 2   | 4   | 2   | 4   | 6   | 9   | 8   | 10 | 11 | 11 | 11 |
| Ciervos          | 12 | 12  | 11  | 10  | 11  | 12  | 11  | 12  | 12  | 12 | 12 | 12 | 12 |
| Huracanes        | 7* | 11* | 13* | 13* | 13* | 13* | 13* | 13  | 13  | 13 | 13 | 13 | 13 |

- #: Indica la posición del equipo en su jornada de descanso.
- * Indica la posición del equipo con un partido pendiente.

## Máximos goleadores
- Datos según la página oficial de la competición.

 Fecha de actualización: 5 de abril de 2025
| Pos. | Jugador               | Equipo                 | Goles | Minutos | Frec.       |
| ---- | --------------------- | ---------------------- | ----- | ------- | ----------- |
| 1.º  | Juan José González    | Atlético Pachuca       | 9     | 874     | 109.25 min. |
| 2.º  | Sebastián Cárdenas    | C.D. Ayense            | 7     | 585     | 83.57 min.  |
| =    | José Birche           | C.D. Poza Rica         | 7     | 944     | 134.86 min. |
| 4.º  | Ulises Osorio         | Cañoneros F.C.         | 6     | 770     | 128.33 min. |
| =    | Germán Balcázar       | Caja Oblatos CFD       | 6     | 935     | 155.83 min. |
| 6.º  | Armando Domínguez     | Cordobés F.C.          | 5     | 658     | 131.6 min.  |
| =    | Juan Manuel Fuentes   | Artesanos Metepec F.C. | 5     | 671     | 134.2 min.  |
| =    | Sergio Tinoco         | C.D. Ayense            | 5     | 676     | 135.2 min.  |
| =    | Alan Delgado          | CDM F.C.               | 5     | 999     | 199.8 min.  |
| 10.º | Darién Velázquez      | CDM F.C.               | 4     | 242     | 60.5 min.   |
| =    | Emiliano Chong        | Cordobés F.C.          | 4     | 573     | 143.25 min. |
| =    | Daniel Áxel Rodríguez | Huracanes Izcalli      | 4     | 612     | 153 min.    |
| =    | Juan José Gámez       | Santiago F.C.          | 4     | 703     | 175.75 min. |
| =    | Raymundo Mejía        | Huracanes Izcalli      | 4     | 733     | 183.25 min. |
| =    | Daniel Rangel         | Atlético Pachuca       | 4     | 841     | 210.25 min. |
| =    | Javier González       | Calor                  | 4     | 990     | 247.5 min.  |
| =    | Miguel Ángel Sánchez  | Ciervos F.C.           | 4     | 1068    | 267 min.    |

## Asistencia
El listado excluye los partidos que fueron disputados a puerta cerrada.
 Fecha de actualización: 5 de abril de 2025
| 1       | 800    | 133 | C.D. Ayense vs Huracanes Izcalli (400)      | 2 partidos (50)                      |
| 2       | 2,450  | 408 | C.D. Poza Rica vs Cañoneros F.C. (2,000)    | 2 partidos (50)                      |
| 3       | 1,420  | 237 | C.D. Ayense vs Real Zamora (1,000)          | 2 partidos (50)                      |
| 4       | 1,940  | 323 | C.D. Poza Rica vs C.D. Ayense (1,500)       | Real Zamora vs Cordobés F.C. (30)    |
| 5       | 1,080  | 180 | C.D. Ayense vs Ciervos F.C. (400)           | Cordobés F.C. vs C.D. Poza Rica (80) |
| 6       | 1,650  | 275 | C.D. Poza Rica vs Huracanes Izcalli (1,300) | 3 partidos (50)                      |
| 7       | 880    | 126 | C.D. Ayense vs Atlético Pachuca (400)       | Santiago F.C. vs C.D. Poza Rica (30) |
| 8       | 1,650  | 275 | C.D. Poza Rica vs Real Zamora (1,000)       | Club Calor vs C.D. Ayense (50)       |
| 9       | 1,450  | 242 | C.D. Poza Rica vs Artesanos Metepec (1,000) | 2 partidos (50)                      |
| 10      | 600    | 100 | 2 partidos (150)                            | Club Calor vs Huracanes Izcalli (30) |
| 11      | 1,900  | 317 | C.D. Poza Rica vs CDM F.C. (1,000)          | 2 partidos (50)                      |
| 12      | 1,650  | 275 | C.D. Ayense vs Artesanos Metepec (1,000)    | 3 partidos (100)                     |
| 13      | 1,540  | 257 | C.D. Poza Rica vs Club Calor (900)          | Cordobés F.C. vs C.D. Ayense (30)    |
| Totales | 19,010 | 244 | C.D. Poza Rica vs Cañoneros F.C. (2,000)    | 4 partidos (30)                      |

## Liguilla
|  | Cuartos de final                                       | Cuartos de final                                       | Cuartos de final                                       | Cuartos de final                                       | Cuartos de final                                       |   |   | Semifinales                                                      | Semifinales                                                      | Semifinales                                                      | Semifinales                                                      | Semifinales                                                      |  |   | Final                                                | Final                                                | Final                                                | Final                                                | Final                                                |  |
|  | 12 de abril de 2025 (ida) 19 de abril de 2025 (vuelta) | 12 de abril de 2025 (ida) 19 de abril de 2025 (vuelta) | 12 de abril de 2025 (ida) 19 de abril de 2025 (vuelta) | 12 de abril de 2025 (ida) 19 de abril de 2025 (vuelta) | 12 de abril de 2025 (ida) 19 de abril de 2025 (vuelta) |   |   | 23 y 24 de abril de 2025 (ida) 26 y 27 de abril de 2025 (vuelta) | 23 y 24 de abril de 2025 (ida) 26 y 27 de abril de 2025 (vuelta) | 23 y 24 de abril de 2025 (ida) 26 y 27 de abril de 2025 (vuelta) | 23 y 24 de abril de 2025 (ida) 26 y 27 de abril de 2025 (vuelta) | 23 y 24 de abril de 2025 (ida) 26 y 27 de abril de 2025 (vuelta) |  |   | 30 de abril de 2025 (ida) 3 de mayo de 2025 (vuelta) | 30 de abril de 2025 (ida) 3 de mayo de 2025 (vuelta) | 30 de abril de 2025 (ida) 3 de mayo de 2025 (vuelta) | 30 de abril de 2025 (ida) 3 de mayo de 2025 (vuelta) | 30 de abril de 2025 (ida) 3 de mayo de 2025 (vuelta) |  |
|  |                                                        |                                                        |                                                        |                                                        |                                                        |   |   |                                                                  |                                                                  |                                                                  |                                                                  |                                                                  |  |   |                                                      |                                                      |                                                      |                                                      |                                                      |  |
|  |                                                        |                                                        |                                                        |                                                        |                                                        |   |   |                                                                  |                                                                  |                                                                  |                                                                  |                                                                  |  |   |                                                      |                                                      |                                                      |                                                      |                                                      |  |
|  | 1                                                      | Santiago F.C.                                          | 4                                                      | 0                                                      | 4                                                      |   |   |                                                                  |                                                                  |                                                                  |                                                                  |                                                                  |  |   |                                                      |                                                      |                                                      |                                                      |                                                      |  |
|  | 1                                                      | Santiago F.C.                                          | 4                                                      | 0                                                      | 4                                                      |   |   |                                                                  |                                                                  |                                                                  |                                                                  |                                                                  |  |   |                                                      |                                                      |                                                      |                                                      |                                                      |  |
|  | 8                                                      | CDM F.C.                                               | 0                                                      | 0                                                      | 0                                                      |   |   |                                                                  |                                                                  |                                                                  |                                                                  |                                                                  |  |   |                                                      |                                                      |                                                      |                                                      |                                                      |  |
|  | 8                                                      | CDM F.C.                                               | 0                                                      | 0                                                      | 0                                                      |   | 1 | Santiago F.C.                                                    | 2                                                                | 2                                                                | 4                                                                |                                                                  |  |   |                                                      |                                                      |                                                      |                                                      |                                                      |  |
|  |                                                        |                                                        |                                                        |                                                        |                                                        |   | 1 | Santiago F.C.                                                    | 2                                                                | 2                                                                | 4                                                                |                                                                  |  |   |                                                      |                                                      |                                                      |                                                      |                                                      |  |
|  |                                                        |                                                        | 4                                                      | C.D. Ayense                                            | 0                                                      | 0 | 0 |                                                                  |                                                                  |                                                                  |                                                                  |                                                                  |  |   |                                                      |                                                      |                                                      |                                                      |                                                      |  |
|  | 4                                                      | C.D. Ayense                                            | 4                                                      | C.D. Ayense                                            | 0                                                      | 0 | 0 | 2                                                                | 4                                                                | 6                                                                |                                                                  |                                                                  |  |   |                                                      |                                                      |                                                      |                                                      |                                                      |  |
|  | 4                                                      | C.D. Ayense                                            |                                                        |                                                        |                                                        |   |   |                                                                  |                                                                  | 6                                                                |                                                                  |                                                                  |  |   |                                                      |                                                      |                                                      |                                                      |                                                      |  |
|  | 5                                                      | Cordobés F.C.                                          | 1                                                      | 0                                                      | 1                                                      |   |   |                                                                  |                                                                  |                                                                  |                                                                  |                                                                  |  |   |                                                      |                                                      |                                                      |                                                      |                                                      |  |
|  | 5                                                      | Cordobés F.C.                                          | 1                                                      | 0                                                      | 1                                                      |   |   |                                                                  |                                                                  |                                                                  |                                                                  |                                                                  |  | 1 | Santiago F.C.                                        | 1                                                    | 2                                                    | 3                                                    |                                                      |  |
|  |                                                        |                                                        |                                                        |                                                        |                                                        |   |   |                                                                  |                                                                  |                                                                  |                                                                  |                                                                  |  | 1 | Santiago F.C.                                        | 1                                                    | 2                                                    | 3                                                    |                                                      |  |
|  |                                                        |                                                        | 2                                                      | Atlético Pachuca                                       | 1                                                      | 1 | 2 |                                                                  |                                                                  |                                                                  |                                                                  |                                                                  |  |   |                                                      |                                                      |                                                      |                                                      |                                                      |  |
|  | 2                                                      | Atlético Pachuca (*)                                   | 2                                                      | Atlético Pachuca                                       | 1                                                      | 1 | 2 | 0                                                                | 1                                                                | 1                                                                |                                                                  |                                                                  |  |   |                                                      |                                                      |                                                      |                                                      |                                                      |  |
|  | 2                                                      | Atlético Pachuca (*)                                   |                                                        |                                                        |                                                        |   |   |                                                                  |                                                                  | 1                                                                |                                                                  |                                                                  |  |   |                                                      |                                                      |                                                      |                                                      |                                                      |  |
|  | 7                                                      | Calor                                                  | 1                                                      | 0                                                      | 1                                                      |   |   |                                                                  |                                                                  |                                                                  |                                                                  |                                                                  |  |   |                                                      |                                                      |                                                      |                                                      |                                                      |  |
|  | 7                                                      | Calor                                                  | 1                                                      | 0                                                      | 1                                                      |   | 2 | Atlético Pachuca (*)                                             | 1                                                                | 1                                                                | 2                                                                |                                                                  |  |   |                                                      |                                                      |                                                      |                                                      |                                                      |  |
|  |                                                        |                                                        |                                                        |                                                        |                                                        |   | 2 | Atlético Pachuca (*)                                             | 1                                                                | 1                                                                | 2                                                                |                                                                  |  |   |                                                      |                                                      |                                                      |                                                      |                                                      |  |
|  |                                                        |                                                        | 3                                                      | Artesanos Metepec                                      | 1                                                      | 1 | 2 |                                                                  |                                                                  |                                                                  |                                                                  |                                                                  |  |   |                                                      |                                                      |                                                      |                                                      |                                                      |  |
|  | 3                                                      | Artesanos Metepec                                      | 3                                                      | Artesanos Metepec                                      | 1                                                      | 1 | 2 | 1                                                                | 4                                                                | 5                                                                |                                                                  |                                                                  |  |   |                                                      |                                                      |                                                      |                                                      |                                                      |  |
|  | 3                                                      | Artesanos Metepec                                      |                                                        |                                                        |                                                        |   |   |                                                                  |                                                                  | 5                                                                |                                                                  |                                                                  |  |   |                                                      |                                                      |                                                      |                                                      |                                                      |  |
|  | 6                                                      | Cañoneros F.C.                                         | 1                                                      | 1                                                      | 2                                                      |   |   |                                                                  |                                                                  |                                                                  |                                                                  |                                                                  |  |   |                                                      |                                                      |                                                      |                                                      |                                                      |  |
|  | 6                                                      | Cañoneros F.C.                                         | 1                                                      | 1                                                      | 2                                                      |   |   |                                                                  |                                                                  |                                                                  |                                                                  |                                                                  |  |   |                                                      |                                                      |                                                      |                                                      |                                                      |  |
|  |                                                        |                                                        |                                                        |                                                        |                                                        |   |   |                                                                  |                                                                  |                                                                  |                                                                  |                                                                  |  |   |                                                      |                                                      |                                                      |                                                      |                                                      |  |

(*) El equipo avanzó de ronda por su mejor posición en la tabla general

### Cuartos de final
| 12 de abril de 2025 | CDM F.C. | 0:4 (0:3) | Santiago F.C.                                         | Estadio Valentín González, Ciudad de México                        |                                                                    |
| 16:00 (UTC -6)      |          | Reporte   | J. Morales 7', 55' · J. Rodríguez 10' · E. Ávalos 40' | Asistencia: 250 espectadores Árbitro(s): José Andrés Elías Zarzoza | Asistencia: 250 espectadores Árbitro(s): José Andrés Elías Zarzoza |

| 19 de abril de 2025                | Santiago F.C. | 0:0 (Global 4:1) | CDM F.C. | La Capilla Soccer Park, Allende, Nuevo León                           |                                                                       |
| 18:00 (UTC -6)                     |               | Reporte          |          | Asistencia: 200 espectadores Árbitro(s): Omar Alejandro Ortega García | Asistencia: 200 espectadores Árbitro(s): Omar Alejandro Ortega García |
| Santiago F.C. avanzó a semifinales |               |                  |          |                                                                       |                                                                       |

| 12 de abril de 2025 | Cordobés F.C.    | 1:2 (0:2) | C.D. Ayense                | Estadio Alberto Pérez Navarro, Huixquilucan, Estado de México          |                                                                        |
| 16:00 (UTC -6)      | A. Domínguez 81' | Reporte   | R. Ríos 1' · S. Tinoco 44' | Asistencia: 200 espectadores Árbitro(s): Rolando Arturo Alcalá Ramírez | Asistencia: 200 espectadores Árbitro(s): Rolando Arturo Alcalá Ramírez |

| 19 de abril de 2025              | C.D. Ayense                                                   | 4:0 (2:0) (Global 6:1) | Cordobés F.C. | Estadio Chino Rivas, Ayotlán, Jalisco                                   |                                                                         |
| 18:00 (UTC -6)                   | S. Cárdenas 14' · E. Castro 25' · I. Medina 59' · R. Ríos 69' | Reporte                |               | Asistencia: 1 200 espectadores Árbitro(s): Benjamín Hernández Rodríguez | Asistencia: 1 200 espectadores Árbitro(s): Benjamín Hernández Rodríguez |
| C.D. Ayense avanzó a semifinales |                                                               |                        |               |                                                                         |                                                                         |

| 12 de abril de 2025 | Calor            | 1:0 (0:0) | Atlético Pachuca | Estadio Antonio R. Márquez, San Juan de los Lagos, Jalisco              |                                                                         |
| 12:00 (UTC -6)      | M. Hernández 76' | Reporte   |                  | Asistencia: 100 espectadores Árbitro(s): Rogelio Sergio Arellano Corona | Asistencia: 100 espectadores Árbitro(s): Rogelio Sergio Arellano Corona |

| 19 de abril de 2025                                                             | Atlético Pachuca | 1:0 (0:0) (Global 1:1) | Calor | Estadio Municipal de Atitalaquia, Atitalaquia, Hidalgo           |                                                                  |
| 16:00 (UTC -6)                                                                  | D. Luna 61'      | Reporte                |       | Asistencia: 100 espectadores Árbitro(s): Alejandro Torres Favela | Asistencia: 100 espectadores Árbitro(s): Alejandro Torres Favela |
| Atlético Pachuca avanzó a semifinales por su mejor posición en la tabla general |                  |                        |       |                                                                  |                                                                  |

| 12 de abril de 2025 | Cañoneros F.C. | 1:1 (0:1) | Artesanos Metepec | Estadio Antonio M. Quirasco, Xalapa, Veracruz                         |                                                                       |
| 16:30 (UTC -6)      | A. Villa 51'   | Reporte   | D. Flores 33'     | Asistencia: 1 200 espectadores Árbitro(s): Daniel Misael Marin Quiroz | Asistencia: 1 200 espectadores Árbitro(s): Daniel Misael Marin Quiroz |

| 19 de abril de 2025                    | Artesanos Metepec                                              | 4:1 (2:0) (Global 5:2) | Cañoneros F.C. | Unidad Deportiva Alarcón Hisojo, Metepec, Estado de México              |                                                                         |
| 16:00 (UTC -6)                         | J. Ruiz 9' · J. García 35' · J. Fuentes 61' · C. Rodríguez 81' | Reporte                | U. Osorio 87'  | Asistencia: 200 espectadores Árbitro(s): Adrián Jhonatan del Ángel Olán | Asistencia: 200 espectadores Árbitro(s): Adrián Jhonatan del Ángel Olán |
| Artesanos Metepec avanzó a semifinales |                                                                |                        |                |                                                                         |                                                                         |

### Semifinales
| 23 de abril de 2025 | C.D. Ayense | 0:2 (0:1) | Santiago F.C.                   | Estadio Chino Rivas, Ayotlán, Jalisco                              |                                                                    |
| 19:00 (UTC -6)      |             | Reporte   | J. Gámez 33' · J. Rodríguez 86' | Asistencia: 3 000 espectadores Árbitro(s): Alejandro Torres Favela | Asistencia: 3 000 espectadores Árbitro(s): Alejandro Torres Favela |

| 26 de abril de 2025             | Santiago F.C.                  | 2:0 (2:0) (Global 4:0) | C.D. Ayense | La Capilla Soccer Park, Allende, Nuevo León                             |                                                                         |
| 18:00 (UTC -6)                  | J. Morales 13' · E. Ávalos 15' | Reporte                |             | Asistencia: 200 espectadores Árbitro(s): Adrián Jhonatan Del Ángel Olán | Asistencia: 200 espectadores Árbitro(s): Adrián Jhonatan Del Ángel Olán |
| Santiago F.C. avanzó a la final |                                |                        |             |                                                                         |                                                                         |

| 24 de abril de 2025 | Artesanos Metepec | 1:1 (0:1) | Atlético Pachuca | Unidad Deportiva Alarcón Hisojo, Metepec, Estado de México             |                                                                        |
| 16:00 (UTC -6)      | D. Flores 49'     | Reporte   | C. Rodríguez 10' | Asistencia: 500 espectadores Árbitro(s): Rolando Arturo Alcalá Ramírez | Asistencia: 500 espectadores Árbitro(s): Rolando Arturo Alcalá Ramírez |

| 27 de abril de 2025                                                          | Atlético Pachuca | 1:1 (1:1) (Global 2:2) | Artesanos Metepec | Estadio Municipal de Atitalaquia, Atitalaquia, Hidalgo             |                                                                    |
| 16:00 (UTC -6)                                                               | J. González 36'  | Reporte                | J. Fuentes 45'    | Asistencia: 200 espectadores Árbitro(s): José Andrés Elías Zarzoza | Asistencia: 200 espectadores Árbitro(s): José Andrés Elías Zarzoza |
| Atlético Pachuca avanzó a la final por su mejor posición en la tabla general |                  |                        |                   |                                                                    |                                                                    |

### Final
| 30 de abril de 2025 | Atlético Pachuca | 1:1 (0:0) | Santiago F.C.    | Estadio Hidalgo, Pachuca, Hidalgo                                       |                                                                         |
| 11:00 (UTC -6)      | D. Luna 53'      | Reporte   | M. Morales 90+3' | Asistencia: 300 espectadores Árbitro(s): Adrián Jhonatan del Ángel Olán | Asistencia: 300 espectadores Árbitro(s): Adrián Jhonatan del Ángel Olán |

| 3 de mayo de 2025                             | Santiago F.C.         | 2:1 (1:0) (Global 3:2) | Atlético Pachuca | La Capilla Soccer Park, Allende, Nuevo León                        |                                                                    |
| 18:00 (UTC -6)                                | J. Rodríguez 27', 89' | Reporte                | D. Luna 82'      | Asistencia: 500 espectadores Árbitro(s): José Andrés Elías Zarzoza | Asistencia: 500 espectadores Árbitro(s): José Andrés Elías Zarzoza |
| Santiago F.C. campeón del Torneo Clasura 2025 |                       |                        |                  |                                                                    |                                                                    |

#### Final - Ida
| 121   | Guardameta     | Cristian González  |     |
| 83    | Defensa        | Juan Izquierdo     |     |
| 85    | Defensa        | Daniel Rangel      | 73' |
| 93    | Defensa        | Carlos Soto        | 80' |
| 86    | Centrocampista | Dilan Luna         | 55' |
| 96    | Centrocampista | Miguel Vaca        |     |
| 118   | Centrocampista | Francisco Lozano   |     |
| 127   | Centrocampista | Anatolio Rangel    |     |
| 99    | Delantero      | Cristian Rodríguez |     |
| 109   | Delantero      | Rivaldo Godínez    | 73' |
| 179   | Delantero      | Hugo Ávila         |     |
| D. T. | D. T.          | Fausto Pinto       |     |

| 40    | Guardameta     | Zahir García     |     |
| 4     | Defensa        | César Ruiz       |     |
| 7     | Defensa        | Johan Rodríguez  | 80' |
| 15    | Defensa        | Kevin Cedillo    |     |
| 21    | Defensa        | Mauricio Morales |     |
| 31    | Defensa        | Denilson Lira    |     |
| 6     | Centrocampista | Ángel Rodríguez  |     |
| 17    | Centrocampista | Pablo Sánchez    | 80' |
| 24    | Centrocampista | Diego Agüero     | 54' |
| 9     | Delantero      | Juan Gámez       | 54' |
| 20    | Delantero      | Josué Morales    | 45' |
| D. T. | D. T.          | Martín Moreno    |     |

| 98  | Centrocampista | Omar Corona   | 55' |
| 84  | Defensa        | José Mata     | 73' |
| 259 | Delantero      | Víctor Isidor | 73' |
| 82  | Defensa        | Noél Lagos    | 80' |

| 35 | Delantero      | Diego Uriarte    | 45' |
| 2  | Centrocampista | Víctor Zacarías  | 54' |
| 28 | Centrocampista | Gustavo Martínez | 54' |
| 27 | Centrocampista | Diego Luna       | 80' |
| 10 | Centrocampista | Luis Chairez     | 80' |

| 50' | Dilan Luna | 1:0 |

| 90+3' | Mauricio Morales | 1:1 |

| 40' · 60' · 87' | Anatolio Rangel Francisco Lozano José Mata |

| 42' | Josué Morales |

| Principal  | Adrián Jhonatan del Ángel Olán     |
| Asistentes | Maximiliano de Jesús Morales López |
|            | Abel Hernández Zavaleta            |
| Cuarto     | Benjamín Hernández Rodríguez       |

| 121   | Guardameta     | Cristian González  |     |
| 83    | Defensa        | Juan Izquierdo     |     |
| 85    | Defensa        | Daniel Rangel      | 73' |
| 93    | Defensa        | Carlos Soto        | 80' |
| 86    | Centrocampista | Dilan Luna         | 55' |
| 96    | Centrocampista | Miguel Vaca        |     |
| 118   | Centrocampista | Francisco Lozano   |     |
| 127   | Centrocampista | Anatolio Rangel    |     |
| 99    | Delantero      | Cristian Rodríguez |     |
| 109   | Delantero      | Rivaldo Godínez    | 73' |
| 179   | Delantero      | Hugo Ávila         |     |
| D. T. | D. T.          | Fausto Pinto       |     |

| 40    | Guardameta     | Zahir García     |     |
| 4     | Defensa        | César Ruiz       |     |
| 7     | Defensa        | Johan Rodríguez  | 80' |
| 15    | Defensa        | Kevin Cedillo    |     |
| 21    | Defensa        | Mauricio Morales |     |
| 31    | Defensa        | Denilson Lira    |     |
| 6     | Centrocampista | Ángel Rodríguez  |     |
| 17    | Centrocampista | Pablo Sánchez    | 80' |
| 24    | Centrocampista | Diego Agüero     | 54' |
| 9     | Delantero      | Juan Gámez       | 54' |
| 20    | Delantero      | Josué Morales    | 45' |
| D. T. | D. T.          | Martín Moreno    |     |

| 98  | Centrocampista | Omar Corona   | 55' |
| 84  | Defensa        | José Mata     | 73' |
| 259 | Delantero      | Víctor Isidor | 73' |
| 82  | Defensa        | Noél Lagos    | 80' |

| 35 | Delantero      | Diego Uriarte    | 45' |
| 2  | Centrocampista | Víctor Zacarías  | 54' |
| 28 | Centrocampista | Gustavo Martínez | 54' |
| 27 | Centrocampista | Diego Luna       | 80' |
| 10 | Centrocampista | Luis Chairez     | 80' |

| 50' | Dilan Luna | 1:0 |

| 90+3' | Mauricio Morales | 1:1 |

| 40' · 60' · 87' | Anatolio Rangel Francisco Lozano José Mata |

| 42' | Josué Morales |

| Principal  | Adrián Jhonatan del Ángel Olán     |
| Asistentes | Maximiliano de Jesús Morales López |
|            | Abel Hernández Zavaleta            |
| Cuarto     | Benjamín Hernández Rodríguez       |

| 121   | Guardameta     | Cristian González  |     |
| 83    | Defensa        | Juan Izquierdo     |     |
| 85    | Defensa        | Daniel Rangel      | 73' |
| 93    | Defensa        | Carlos Soto        | 80' |
| 86    | Centrocampista | Dilan Luna         | 55' |
| 96    | Centrocampista | Miguel Vaca        |     |
| 118   | Centrocampista | Francisco Lozano   |     |
| 127   | Centrocampista | Anatolio Rangel    |     |
| 99    | Delantero      | Cristian Rodríguez |     |
| 109   | Delantero      | Rivaldo Godínez    | 73' |
| 179   | Delantero      | Hugo Ávila         |     |
| D. T. | D. T.          | Fausto Pinto       |     |

| 40    | Guardameta     | Zahir García     |     |
| 4     | Defensa        | César Ruiz       |     |
| 7     | Defensa        | Johan Rodríguez  | 80' |
| 15    | Defensa        | Kevin Cedillo    |     |
| 21    | Defensa        | Mauricio Morales |     |
| 31    | Defensa        | Denilson Lira    |     |
| 6     | Centrocampista | Ángel Rodríguez  |     |
| 17    | Centrocampista | Pablo Sánchez    | 80' |
| 24    | Centrocampista | Diego Agüero     | 54' |
| 9     | Delantero      | Juan Gámez       | 54' |
| 20    | Delantero      | Josué Morales    | 45' |
| D. T. | D. T.          | Martín Moreno    |     |

| 98  | Centrocampista | Omar Corona   | 55' |
| 84  | Defensa        | José Mata     | 73' |
| 259 | Delantero      | Víctor Isidor | 73' |
| 82  | Defensa        | Noél Lagos    | 80' |

| 35 | Delantero      | Diego Uriarte    | 45' |
| 2  | Centrocampista | Víctor Zacarías  | 54' |
| 28 | Centrocampista | Gustavo Martínez | 54' |
| 27 | Centrocampista | Diego Luna       | 80' |
| 10 | Centrocampista | Luis Chairez     | 80' |

| 50' | Dilan Luna | 1:0 |

| 90+3' | Mauricio Morales | 1:1 |

| 40' · 60' · 87' | Anatolio Rangel Francisco Lozano José Mata |

| 42' | Josué Morales |

| Principal  | Adrián Jhonatan del Ángel Olán     |
| Asistentes | Maximiliano de Jesús Morales López |
|            | Abel Hernández Zavaleta            |
| Cuarto     | Benjamín Hernández Rodríguez       |

| 121   | Guardameta     | Cristian González  |     |
| 83    | Defensa        | Juan Izquierdo     |     |
| 85    | Defensa        | Daniel Rangel      | 73' |
| 93    | Defensa        | Carlos Soto        | 80' |
| 86    | Centrocampista | Dilan Luna         | 55' |
| 96    | Centrocampista | Miguel Vaca        |     |
| 118   | Centrocampista | Francisco Lozano   |     |
| 127   | Centrocampista | Anatolio Rangel    |     |
| 99    | Delantero      | Cristian Rodríguez |     |
| 109   | Delantero      | Rivaldo Godínez    | 73' |
| 179   | Delantero      | Hugo Ávila         |     |
| D. T. | D. T.          | Fausto Pinto       |     |

| 40    | Guardameta     | Zahir García     |     |
| 4     | Defensa        | César Ruiz       |     |
| 7     | Defensa        | Johan Rodríguez  | 80' |
| 15    | Defensa        | Kevin Cedillo    |     |
| 21    | Defensa        | Mauricio Morales |     |
| 31    | Defensa        | Denilson Lira    |     |
| 6     | Centrocampista | Ángel Rodríguez  |     |
| 17    | Centrocampista | Pablo Sánchez    | 80' |
| 24    | Centrocampista | Diego Agüero     | 54' |
| 9     | Delantero      | Juan Gámez       | 54' |
| 20    | Delantero      | Josué Morales    | 45' |
| D. T. | D. T.          | Martín Moreno    |     |

| 98  | Centrocampista | Omar Corona   | 55' |
| 84  | Defensa        | José Mata     | 73' |
| 259 | Delantero      | Víctor Isidor | 73' |
| 82  | Defensa        | Noél Lagos    | 80' |

| 35 | Delantero      | Diego Uriarte    | 45' |
| 2  | Centrocampista | Víctor Zacarías  | 54' |
| 28 | Centrocampista | Gustavo Martínez | 54' |
| 27 | Centrocampista | Diego Luna       | 80' |
| 10 | Centrocampista | Luis Chairez     | 80' |

| 50' | Dilan Luna | 1:0 |

| 90+3' | Mauricio Morales | 1:1 |

| 40' · 60' · 87' | Anatolio Rangel Francisco Lozano José Mata |

| 42' | Josué Morales |

| Principal  | Adrián Jhonatan del Ángel Olán     |
| Asistentes | Maximiliano de Jesús Morales López |
|            | Abel Hernández Zavaleta            |
| Cuarto     | Benjamín Hernández Rodríguez       |

#### Final - Vuelta
| 40    | Guardameta     | Zahir García     |     |
| 4     | Defensa        | César Ruiz       |     |
| 7     | Defensa        | Johan Rodríguez  |     |
| 8     | Defensa        | Erick Ávalos     |     |
| 15    | Defensa        | Kevin Cedillo    | 61' |
| 21    | Defensa        | Mauricio Morales |     |
| 6     | Centrocampista | Ángel Rodríguez  |     |
| 17    | Centrocampista | Pablo Sánchez    | 90' |
| 24    | Centrocampista | Diego Agüero     | 61' |
| 9     | Delantero      | Juan Gámez       | 77' |
| 20    | Delantero      | Josué Morales    | 77' |
| D. T. | D. T.          | Martín Moreno    |     |

| 121   | Guardameta     | Cristian González  |     |
| 83    | Defensa        | Juan Izquierdo     |     |
| 85    | Defensa        | Daniel Rangel      |     |
| 93    | Defensa        | Carlos Soto        |     |
| 96    | Centrocampista | Miguel Vaca        |     |
| 118   | Centrocampista | Francisco Lozano   |     |
| 127   | Centrocampista | Anatolio Rangel    | 45' |
| 99    | Delantero      | Cristian Rodríguez |     |
| 100   | Delantero      | Juan José González |     |
| 109   | Delantero      | Rivaldo Godínez    | 67' |
| 179   | Delantero      | Hugo Ávila         | 67' |
| D. T. | D. T.          | Fausto Pinto       |     |

| 31 | Defensa        | Denilson Lira   | 61' |
| 2  | Centrocampista | Víctor Zacarías | 61' |
| 35 | Delantero      | Diego Uriarte   | 77' |
| 10 | Centrocampista | Luis Chairez    | 77' |
| 27 | Centrocampista | Diego Luna      | 90' |

| 86  | Centrocampista | Dilan Luna    | 45' |
| 259 | Delantero      | Víctor Isidor | 67' |
| 98  | Centrocampista | Omar Corona   | 67' |

| 27' · 89' | Johan Rodríguez | 1:0 2:1 |

| 82' | Dilan Luna | 1:1 |

| 42' | Ángel Rodríguez |

| 34' · 57' | Anatolio Rangel Cristian Rodríguez |

| Principal  | José Andrés Elías Zarzoza     |
| Asistentes | Aldair Vilchis Arroyo         |
|            | Gabriel Almanza Rodríguez     |
| Cuarto     | Ruben Mauricio Barrón Navarro |

| 40    | Guardameta     | Zahir García     |     |
| 4     | Defensa        | César Ruiz       |     |
| 7     | Defensa        | Johan Rodríguez  |     |
| 8     | Defensa        | Erick Ávalos     |     |
| 15    | Defensa        | Kevin Cedillo    | 61' |
| 21    | Defensa        | Mauricio Morales |     |
| 6     | Centrocampista | Ángel Rodríguez  |     |
| 17    | Centrocampista | Pablo Sánchez    | 90' |
| 24    | Centrocampista | Diego Agüero     | 61' |
| 9     | Delantero      | Juan Gámez       | 77' |
| 20    | Delantero      | Josué Morales    | 77' |
| D. T. | D. T.          | Martín Moreno    |     |

| 121   | Guardameta     | Cristian González  |     |
| 83    | Defensa        | Juan Izquierdo     |     |
| 85    | Defensa        | Daniel Rangel      |     |
| 93    | Defensa        | Carlos Soto        |     |
| 96    | Centrocampista | Miguel Vaca        |     |
| 118   | Centrocampista | Francisco Lozano   |     |
| 127   | Centrocampista | Anatolio Rangel    | 45' |
| 99    | Delantero      | Cristian Rodríguez |     |
| 100   | Delantero      | Juan José González |     |
| 109   | Delantero      | Rivaldo Godínez    | 67' |
| 179   | Delantero      | Hugo Ávila         | 67' |
| D. T. | D. T.          | Fausto Pinto       |     |

| 31 | Defensa        | Denilson Lira   | 61' |
| 2  | Centrocampista | Víctor Zacarías | 61' |
| 35 | Delantero      | Diego Uriarte   | 77' |
| 10 | Centrocampista | Luis Chairez    | 77' |
| 27 | Centrocampista | Diego Luna      | 90' |

| 86  | Centrocampista | Dilan Luna    | 45' |
| 259 | Delantero      | Víctor Isidor | 67' |
| 98  | Centrocampista | Omar Corona   | 67' |

| 27' · 89' | Johan Rodríguez | 1:0 2:1 |

| 82' | Dilan Luna | 1:1 |

| 42' | Ángel Rodríguez |

| 34' · 57' | Anatolio Rangel Cristian Rodríguez |

| Principal  | José Andrés Elías Zarzoza     |
| Asistentes | Aldair Vilchis Arroyo         |
|            | Gabriel Almanza Rodríguez     |
| Cuarto     | Ruben Mauricio Barrón Navarro |

| 40    | Guardameta     | Zahir García     |     |
| 4     | Defensa        | César Ruiz       |     |
| 7     | Defensa        | Johan Rodríguez  |     |
| 8     | Defensa        | Erick Ávalos     |     |
| 15    | Defensa        | Kevin Cedillo    | 61' |
| 21    | Defensa        | Mauricio Morales |     |
| 6     | Centrocampista | Ángel Rodríguez  |     |
| 17    | Centrocampista | Pablo Sánchez    | 90' |
| 24    | Centrocampista | Diego Agüero     | 61' |
| 9     | Delantero      | Juan Gámez       | 77' |
| 20    | Delantero      | Josué Morales    | 77' |
| D. T. | D. T.          | Martín Moreno    |     |

| 121   | Guardameta     | Cristian González  |     |
| 83    | Defensa        | Juan Izquierdo     |     |
| 85    | Defensa        | Daniel Rangel      |     |
| 93    | Defensa        | Carlos Soto        |     |
| 96    | Centrocampista | Miguel Vaca        |     |
| 118   | Centrocampista | Francisco Lozano   |     |
| 127   | Centrocampista | Anatolio Rangel    | 45' |
| 99    | Delantero      | Cristian Rodríguez |     |
| 100   | Delantero      | Juan José González |     |
| 109   | Delantero      | Rivaldo Godínez    | 67' |
| 179   | Delantero      | Hugo Ávila         | 67' |
| D. T. | D. T.          | Fausto Pinto       |     |

| 31 | Defensa        | Denilson Lira   | 61' |
| 2  | Centrocampista | Víctor Zacarías | 61' |
| 35 | Delantero      | Diego Uriarte   | 77' |
| 10 | Centrocampista | Luis Chairez    | 77' |
| 27 | Centrocampista | Diego Luna      | 90' |

| 86  | Centrocampista | Dilan Luna    | 45' |
| 259 | Delantero      | Víctor Isidor | 67' |
| 98  | Centrocampista | Omar Corona   | 67' |

| 27' · 89' | Johan Rodríguez | 1:0 2:1 |

| 82' | Dilan Luna | 1:1 |

| 42' | Ángel Rodríguez |

| 34' · 57' | Anatolio Rangel Cristian Rodríguez |

| Principal  | José Andrés Elías Zarzoza     |
| Asistentes | Aldair Vilchis Arroyo         |
|            | Gabriel Almanza Rodríguez     |
| Cuarto     | Ruben Mauricio Barrón Navarro |

| 40    | Guardameta     | Zahir García     |     |
| 4     | Defensa        | César Ruiz       |     |
| 7     | Defensa        | Johan Rodríguez  |     |
| 8     | Defensa        | Erick Ávalos     |     |
| 15    | Defensa        | Kevin Cedillo    | 61' |
| 21    | Defensa        | Mauricio Morales |     |
| 6     | Centrocampista | Ángel Rodríguez  |     |
| 17    | Centrocampista | Pablo Sánchez    | 90' |
| 24    | Centrocampista | Diego Agüero     | 61' |
| 9     | Delantero      | Juan Gámez       | 77' |
| 20    | Delantero      | Josué Morales    | 77' |
| D. T. | D. T.          | Martín Moreno    |     |

| 121   | Guardameta     | Cristian González  |     |
| 83    | Defensa        | Juan Izquierdo     |     |
| 85    | Defensa        | Daniel Rangel      |     |
| 93    | Defensa        | Carlos Soto        |     |
| 96    | Centrocampista | Miguel Vaca        |     |
| 118   | Centrocampista | Francisco Lozano   |     |
| 127   | Centrocampista | Anatolio Rangel    | 45' |
| 99    | Delantero      | Cristian Rodríguez |     |
| 100   | Delantero      | Juan José González |     |
| 109   | Delantero      | Rivaldo Godínez    | 67' |
| 179   | Delantero      | Hugo Ávila         | 67' |
| D. T. | D. T.          | Fausto Pinto       |     |

| 31 | Defensa        | Denilson Lira   | 61' |
| 2  | Centrocampista | Víctor Zacarías | 61' |
| 35 | Delantero      | Diego Uriarte   | 77' |
| 10 | Centrocampista | Luis Chairez    | 77' |
| 27 | Centrocampista | Diego Luna      | 90' |

| 86  | Centrocampista | Dilan Luna    | 45' |
| 259 | Delantero      | Víctor Isidor | 67' |
| 98  | Centrocampista | Omar Corona   | 67' |

| 27' · 89' | Johan Rodríguez | 1:0 2:1 |

| 82' | Dilan Luna | 1:1 |

| 42' | Ángel Rodríguez |

| 34' · 57' | Anatolio Rangel Cristian Rodríguez |

| Principal  | José Andrés Elías Zarzoza     |
| Asistentes | Aldair Vilchis Arroyo         |
|            | Gabriel Almanza Rodríguez     |
| Cuarto     | Ruben Mauricio Barrón Navarro |

| Campeón Clausura 2025 |
| --------------------- |
|                       |
| Santiago F.C.         |
| 2º Título             |

## Tabla de Cocientes
- La tabla de cocientes es el mecanismo utilizado para determinar el orden en la celebración de los partidos por el ascenso de categoría, y en algunas ocasiones para determinar los enfrentamientos en la liguilla.[11] Además, es la herramienta establecida para definir los descensos de categoría cuando estos se encuentran estipulados para la temporada.[12]

- Datos según la página oficial[13]

 Fecha de actualización: 5 de abril de 2025
| Posición | Equipo                 | Puntos | Juegos | Cociente | Diferencia |
| -------- | ---------------------- | ------ | ------ | -------- | ---------- |
| 1        | Santiago F.C.          | 53     | 24     | 2.208    | 26         |
| 2        | Cordobés F.C.          | 50     | 24     | 2.083    | 11         |
| 3        | Artesanos Metepec F.C. | 46     | 24     | 1.917    | 22         |
| 4        | Atlético Pachuca       | 43     | 24     | 1.792    | 21         |
| 5        | CDM F.C.               | 41     | 24     | 1.708    | 9          |
| 6        | Cañoneros              | 41     | 24     | 1.708    | 7          |
| 7        | Ayense                 | 38     | 24     | 1.583    | 4          |
| 8        | Calor                  | 38     | 24     | 1.583    | 3          |
| 9        | Real Zamora            | 36     | 24     | 1.500    | 0          |
| 10       | C.D. Poza Rica         | 35     | 24     | 1.458    | -5         |
| 11       | Huracanes Izcalli      | 15     | 24     | 0.625    | -20        |
| 12       | Caja Oblatos           | 13     | 24     | 0.542    | -35        |
| 13       | Ciervos F.C.           | 12     | 24     | 0.500    | -42        |